# Poème héroïque
Le Poème héroïque est une œuvre concertante pour trompette, cor et orchestre de la compositrice française Fernande Decruck, écrite en 1946.

## Contexte et création
Fernande Decruck compose son Poème héroïque en 1946. Il s'agit d'un double concerto pour trompette soliste et cor soliste. Les deux instruments jouent la plupart du temps en imitation l'un de l'autre. C'est une œuvre de maturité de la compositrice, aux résonances américaines et néo-romantiques, qu'elle écrit juste avant d'habiter à Marblehead. 

## Structure
L'œuvre se compose de trois parties :
1. Moderato
2. Andante espressivo
3. Finale